# Praça Portugal (Brasília)

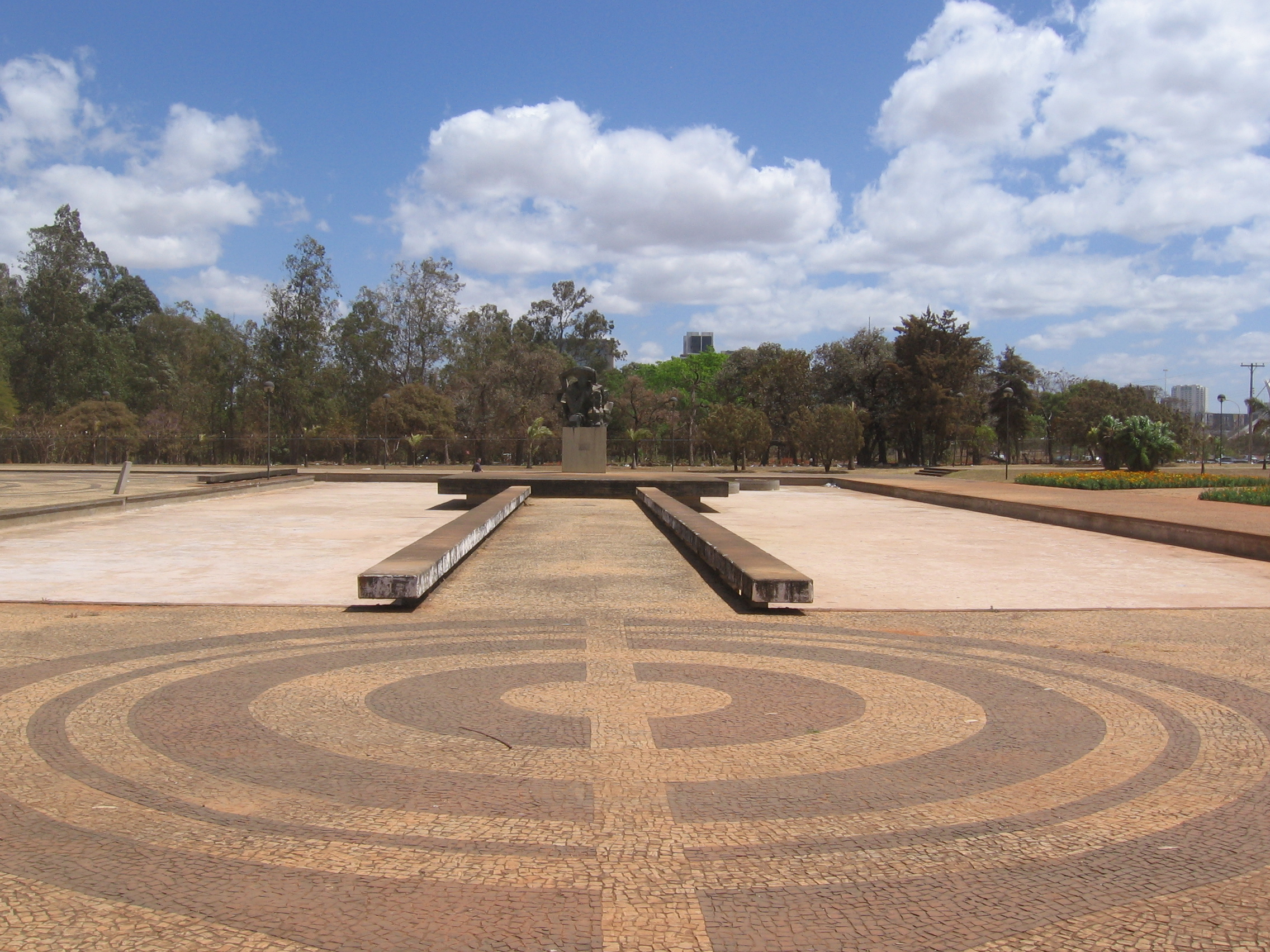
A Praça Portugal em 2007. Ao fundo, o Monumento em Homenagem ao Infante Dom Henrique

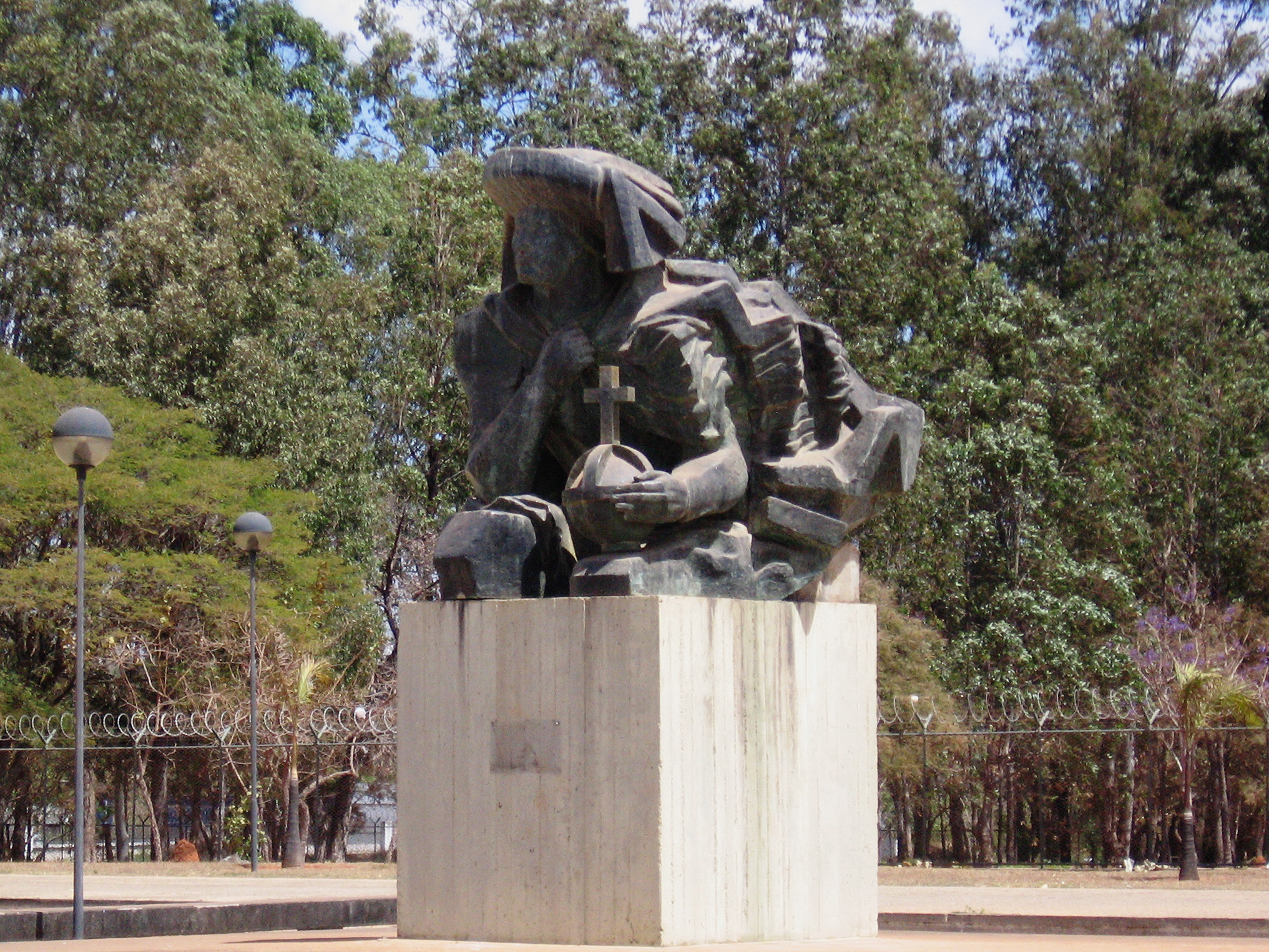
Monumento ao Infante D. Henrique

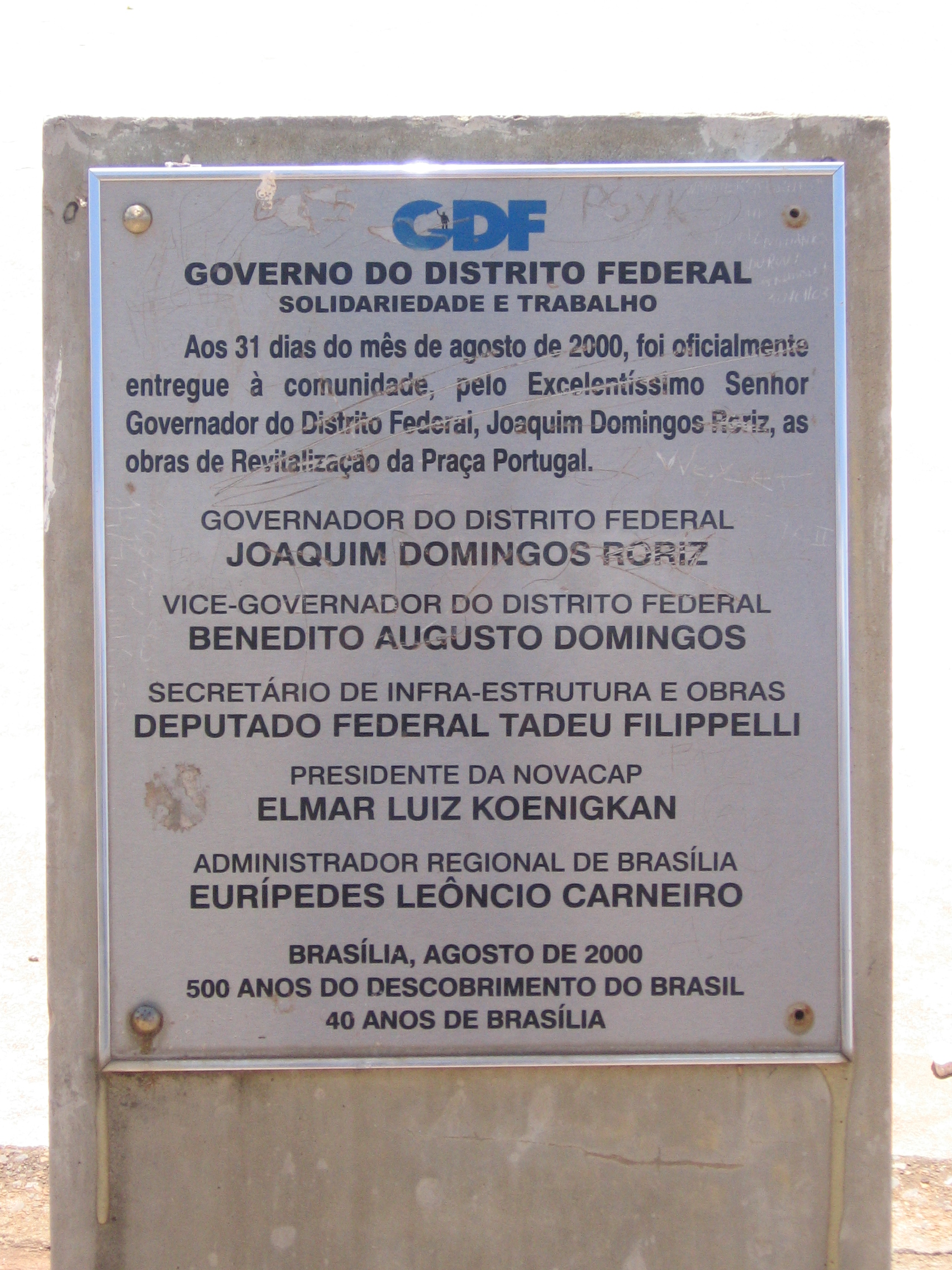
Placa comemorativa da Praça Portugal

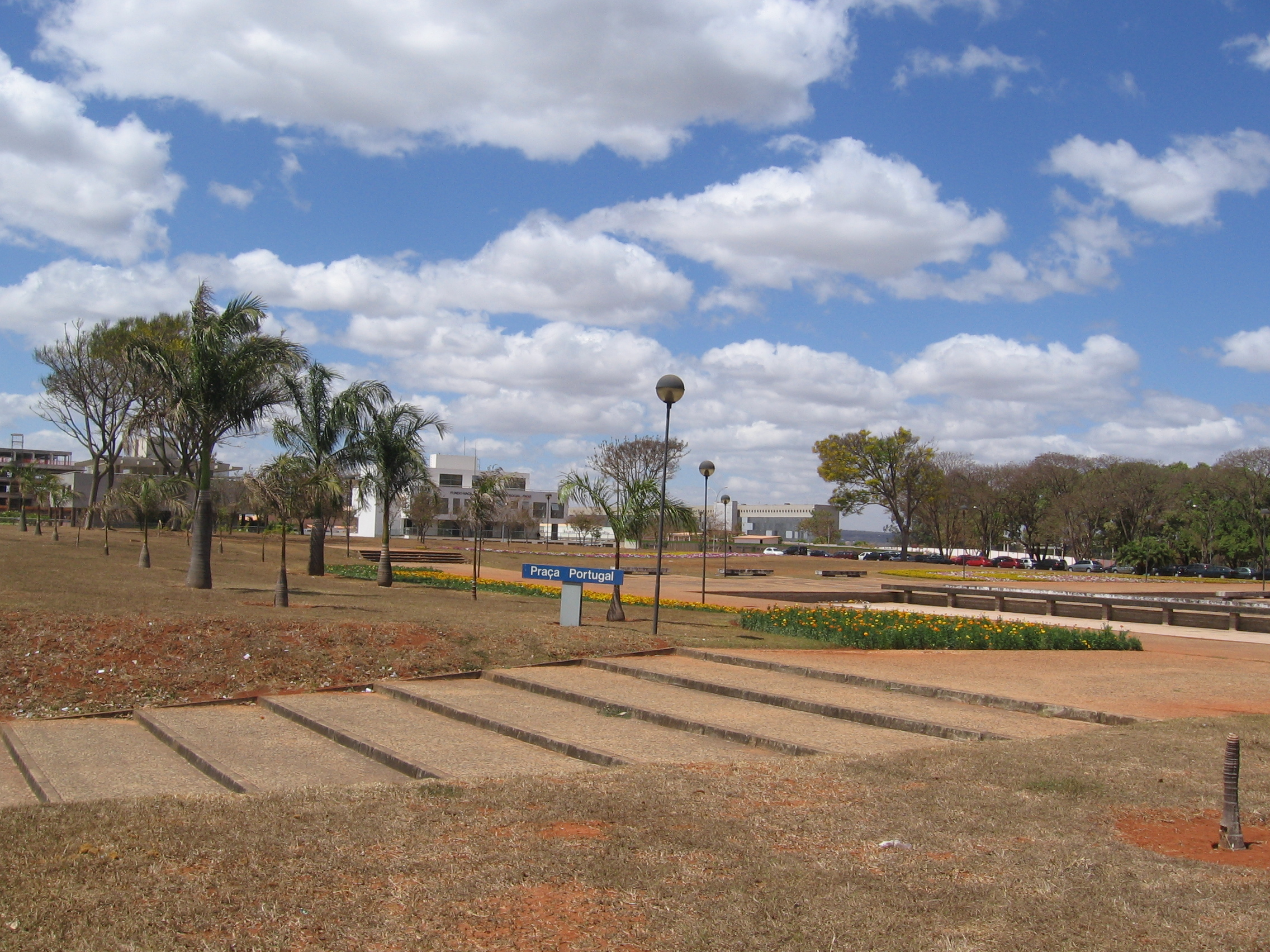
Vista panorâmica do espaço

A Praça Portugal é um espaço público localizado no Setor de Embaixadas Sul, ao lado da Embaixada de Portugal em Brasília, Distrito Federal, no Brasil. Foi projetada pelo arquiteto Raúl Chorão Ramalho (1914–2001) e construída ao redor do Monumento em Homenagem ao Infante Dom Henrique, de autoria do escultor português Salvador Barata Feyo (1899-1990), sendo ainda marcada pela presença de jardins e pela calçada de pedras portuguesas com desenho do pintor José Manuel Espiga Pinto (1940-2014).

## Histórico
A atual praça é parte da área originalmente destinada à construção da Representação Diplomática de Portugal na nova capital federal brasileira, e teve a sua construção iniciada com a inauguração, em 13 de novembro de 1960, do monumento em homenagem aos 500 anos do Infante Dom Henrique, em cerimônia que contou a presença do presidente da República do Brasil, Juscelino Kubitschek, e do embaixador de Portugal no Brasil, Manuel Rocheta.
O monumento, obra do escultor Barata Feyo, era um presente dos portugueses à nova capital do Brasil e permaneceu como única edificação do local por quase uma década, em meio à vegetação alta que dominava a área sempre que não havia uma visita de autoridades, até que, em 8 de julho de 1969, o prefeito do Distrito Federal, Wadjô Gomide, em presença do presidente do Conselho de Ministros de Portugal, Marcello Caetano, inaugurou uma placa comemorativa celebrando a doação ao Governo Português do terreno destinado à Embaixada de Portugal no Brasil.
O traçado atual da Praça Portugal somente começou a sair do papel com a aprovação do projeto do arquiteto Raul Chorão Ramalho, o qual previa, além da praça, a construção da Chancelaria e da Residência do Chefe da Missão Diplomática.
Enquanto a Residência Oficial jamais saiu do papel, permanecem em funções, até aos dias de hoje, em mansão do Lago Sul, a Chancelaria, inaugurada a 23 de maio de 1978. A Praça Portugal, único espaço público do projetado conjunto arquitetônico, foi reinaugurada pelo presidente de Portugal, Américo Thomaz, em 25 de abril de 1972, quase 12 anos após a inauguração do monumento.
Na atualidade a praça figura como um dos monumentos menos conhecidos de Brasília, ainda que próximo a pontos importantes da capital federal, como a Catedral e a Esplanada dos Ministérios, sofrendo com o abandono denunciado pela pichação do monumento, a sujeira do espelho d'água, a vegetação alta e ausência de placas informativas, além da constante presença de usuários de drogas, mesmo à luz do dia. Em 2020, o governo do Distrito Federal iniciou obras de revitalização da praça.

## Arquitetura
Palavras do arquiteto Chorão Ramalho sobre o projeto da Praça Portugal:
"Tratando-se de um espaço livre, público, que faz parte de uma cidade com características e escala peculiares, procuramos neste projeto respeitar essa escala e características nos seus aspectos essenciais. Esperamos ter atingido este objetivo e ter interpretado também as intenções do plano de Brasília, ao integrar os espaços exteriores e interior da Embaixada, assegurando assim a continuidade dos espaços livres e verdes. O lago (espelho d’água), que é um motivo muito utilizado pelos urbanistas e arquitetos de Brasília no arranjo de espaços exteriores, constitui também um elemento comum ao jardim tradicional português ou mediterrâneo, com as características de jardim alagado, evolução do jardim romano e árabe... A praça central será pavimentada com a tradicional calçada portuguesa, de pedra branca e preta, tão utilizada depois no Brasil. Os motivos empregados na composição deste tapete de calçada (desenho do pintor Espiga Pinto) relacionam-se com a ação do Infante Dom Henrique, sugerindo os oceanos e a ciência astronômica e náutica que apoiou seus planos."